# Ebony
Ebony – amerykański miesięcznik (ISSN 0012-9011) wydawany w Chicago, redagowany przez Afroamerykanów i do nich głównie adresowany. Założony w 1945 roku przez Johna Harolda Johnsona, wnuka czarnego niewolnika z Arkansas City.
Magazyn ten, pierwotnie wzorowany na istniejącym już na rynku amerykańskim miesięczniku „Life” (m.in. ma bardzo podobny krój liter i kolorystykę winiety) od początku swego istnienia stawiał sobie za cel przedstawianie życia czarnej społeczności Ameryki, szczególnie zaś jego pozytywnych wzorców i aspektów.
Nakład czasopisma wynosi (według danych za rok 2005) ponad 1,6 miliona egzemplarzy. Wydawane jest przez założone w 1942 przez J.H. Johnsona przedsiębiorstwo rodzinne Johnson Publishing Company, które wcześniej było wydawcą pierwszego z wydawanych przez J.H. Johnsona czasopism – „Negro Digest” (wzorowanego na „Reader’s Digest”), później przemianowanego na „Black Power”.